# Steatocranus bleheri
Espèce
Statut de conservation UICN

 DD  : Données insuffisantes
Steatocranus bleheri est une espèce de poissons Perciformes appartenant à la famille des Cichlidae. C'est une espèce fluviatile (n'appartenant pas au grands lacs), endémique de l'Afrique.